# Campionati mondiali di sollevamento pesi 1937
I Campionati mondiali di sollevamento pesi 1937, 23ª edizione della manifestazione, si svolsero a Parigi dal 10 al 12 settembre 1937.

## Titoli in palio
| Categoria            | Eventi        |
| -------------------- | ------------- |
| Pesi piuma           | 60 kg         |
| Pesi leggeri         | 67.5 kg       |
| Pesi medi            | 75 kg         |
| Pesi massimi leggeri | 82.5 kg       |
| Pesi massimi         | Oltre 82.5 kg |

## Risultati
Ai campionati parteciparono 50 atleti rappresentanti di 10 nazioni. Germania, Stati Uniti, Austria, Cecoslovacchia e Francia entrarono nel medagliere.
| Evento        | Oro              | Oro   | Argento         | Argento | Bronzo          | Bronzo |
| ------------- | ---------------- | ----- | --------------- | ------- | --------------- | ------ |
| 60 kg         | Georg Liebsch    | 297,5 | Anton Richter   | 287,5   | Max Walter      | 287,5  |
| 67.5 kg       | Anthony Terlazzo | 357,5 | Robert Fein     | 355,0   | Karl Jansen     | 330,0  |
| 75 kg         | John Terpak      | 357,5 | Adolf Wagner    | 340,0   | Hans Valla      | 340,0  |
| 82.5 kg       | Fritz Haller     | 375,0 | Louis Hostin    | 372,5   | Anton Gietl     | 365,0  |
| Oltre 82.5 kg | Josef Manger     | 420,0 | Václav Pšenička | 405,0   | Heinz Schattner | 395,0  |

## Medagliere
| Posiz. | Nazione        | Oro | Argento | Bronzo | Totale |
| ------ | -------------- | --- | ------- | ------ | ------ |
| 1      | Germania       | 2   | 1       | 4      | 7      |
| 2      | Stati Uniti    | 2   | 0       | 0      | 2      |
| 3      | Austria        | 1   | 2       | 1      | 4      |
| 4      | Cecoslovacchia | 0   | 1       | 0      | 1      |
| 4      | Francia        | 0   | 1       | 0      | 1      |
| Totale | Totale         | 5   | 5       | 5      | 15     |